# ジオバニー・ソト
- ジョバニー・ソト

ジオバニー・ソト・ポンセ（Geovany Soto Ponce, 1983年1月20日 - ）は、プエルトリコ・サンフアン出身のプロ野球選手（捕手）。右投右打。現在はフリーエージェント(FA)。

## 経歴

### プロ入り前
ソトが3歳のときに野球好きの父が捕手のプロテクターを買ってくれたという。リトルリーグ時代は火・木曜日が練習、土曜日が試合で、休みの日に父はトレーニングを課した。ソトは2008年の父の日のMLBの公式サイトの特集でこれがあったから今の自分があると語っている。

### カブス時代
2001年のMLBドラフト11巡目（全体318位）指名でシカゴ・カブスからされ、6月26日に契約。傘下のルーキー級アリゾナリーグ・カブスで41試合に出場し、打率.260・1本塁打・20打点・1盗塁だった。
2002年はルーキー級アリゾナリーグとA-級ボイシ・ホークスでプレー。ルーキー級アリゾナリーグでは44試合に出場し、打率.269・3本塁打・24打点だった。
2003年はA+級デイトナ・カブスで89試合に出場し、打率.242・2本塁打・38打点だった。
2004年はAA級ウェストテン・ダイヤモンドジャックスで104試合に出場し、打率.271・9本塁打・48打点・1盗塁だった。オフの11月18日にカブスとメジャー契約を結び、40人枠入りした。
2005年3月18日にAAA級アイオワ・カブスへ配属され、開幕を迎えた。AAA級アイオワでは91試合に出場し、打率.253・4本塁打・39打点だった。9月6日にメジャーへ昇格。昇格後はなかなか出場機会を与えられず、9月23日のヒューストン・アストロズ戦でメジャーデビュー。5回裏に代打として出場したが、右直に終わった。この年は1試合の出場にとどまった。
2006年3月23日にAAA級アイオワへ配属され、開幕を迎えた。AAA級アイオワで62試合に出場後、6月27日にメジャーへ昇格。しかしカブスには正捕手のマイケル・バレットに、2番手捕手にはヘンリー・ブランコがいたため、試合に出場することができないまま、6月29日にAAA級アイオワへ降格。登録枠が拡大された9月1日に再昇格した。この年は11試合に出場し、打率.200・2打点だった。
2007年3月5日にカブスと1年契約に合意。3月21日にAAA級アイオワへ異動し、開幕をAAA級で迎えた。開幕後はAAA級アイオワで69試合に出場し、打率.341・12本塁打・55打点と活躍。7月13日にメジャーへ昇格した。昇格後は2試合に出場したが、7打数1安打と結果を残せず、7月17日にオークランド・アスレチックスから加入した、同じく捕手のジェイソン・ケンドールと入れ替わる形でAAA級アイオワへ降格。AAA級アイオワでは打率.353・26本塁打・109打点を挙げてパシフィックコーストリーグのMVPに選出された。9月1日のロースター拡大に伴って再びメジャーへ昇格。再昇格後は正捕手バレットの移籍やブランコの故障で先発起用が増え、打率は.426を記録した。また、アリゾナ・ダイヤモンドバックスとのディビジョンシリーズではロースター入りを果たした。第1戦から先発起用され、第2戦では左翼席へ先制打となる2点本塁打を放った。しかし打率.167と落ち込み、チームは2連敗したため、第3戦はケンドールにマスクを譲ったが、結局カブスは3連敗でディビジョンシリーズ敗退となった。この年は18試合に出場し、打率.389・3本塁打・8打点だった。
2008年は前年9月以降正捕手として起用されていたケンドールが退団したため、正捕手を務めることになった。攻守共にソトへの期待は大きく、2008年のスプリングトレーニングではルー・ピネラ監督から打撃指導を受け、引っ張る打法から広角打法へ打撃改造している。。4月30日のミルウォーキー・ブルワーズ戦では2本の3点本塁打でチームの19得点中6打点を挙げる活躍をし、4月25日・26日のワシントン・ナショナルズ戦で喫した8打数連続三振の汚名を返上すると、4月は打率.341、8二塁打、5本塁打、20打点、OPS1.059で月間最優秀新人に選ばれた。5月19日のアストロズ戦ではキャリア初のランニングホームランも放った。オールスターではファン投票で選出され、ナショナルリーグ所属の新人捕手としては初となるオールスター先発出場を果たした。ソトはカブスでは1987年のラファエル・パルメイロ以来となる新人としてオールスター出場、最低14本塁打を打った選手となり、7月6日には15本目の本塁打を放った。

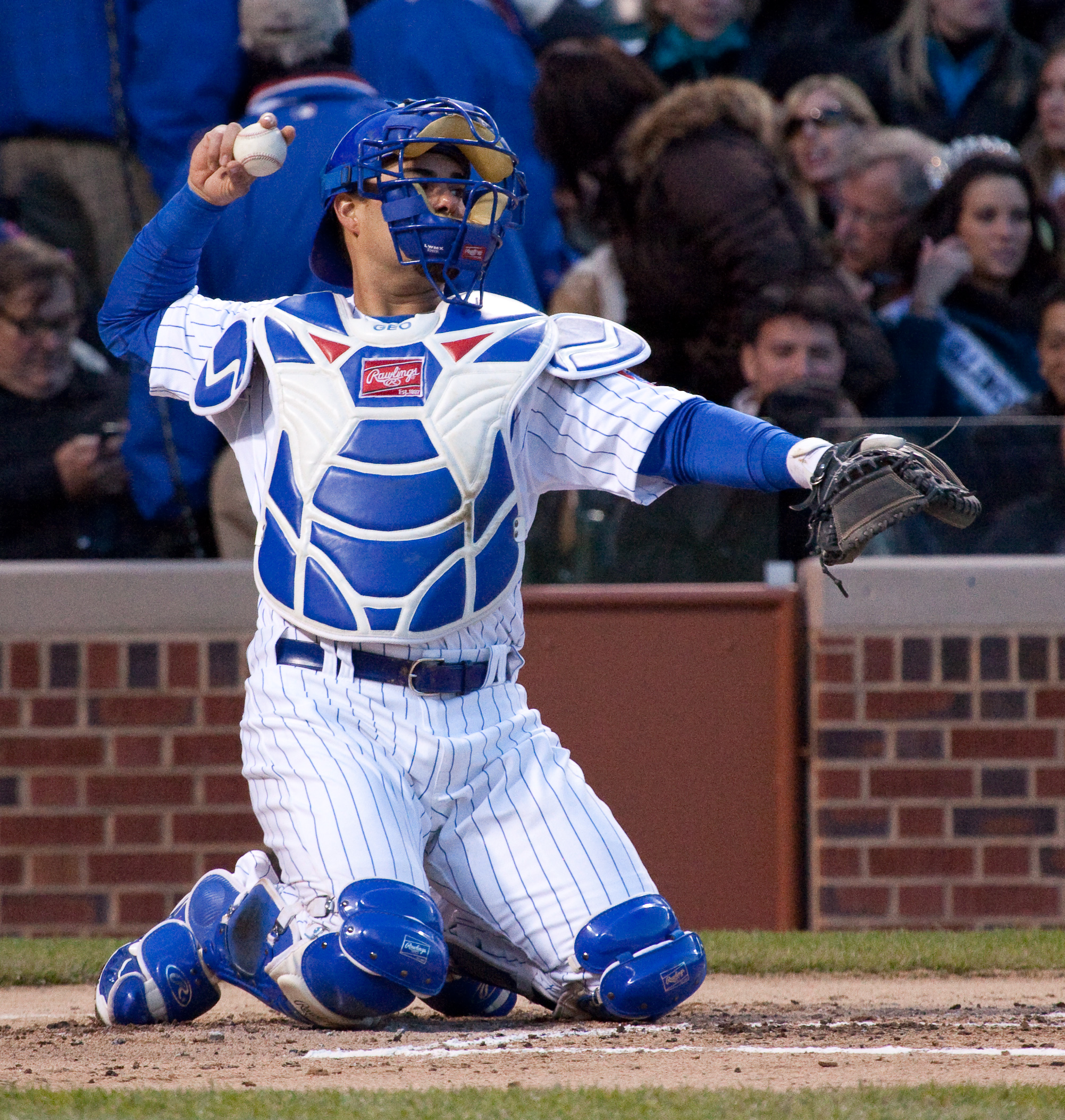
シカゴ・カブス時代
(2010年4月27日)

9月14日にはカルロス・ザンブラーノとのバッテリーでノーヒットノーランを達成。ハリケーン・アイクの影響で試合会場がミニッツメイド・パークからミラー・パークに変更されたため、メジャーリーグ史上初の中立地開催でのノーヒットノーラン達成となった。この年は自己最多の141試合に出場し、23本塁打86打点、打率.285を記録。オフの11月10日に新人王に選出された。捕手としての同賞獲得はマイク・ピアッツァ以来15年ぶりのことであった。
2009年2月25日にカブスと1年契約に合意。第2回WBCでは2009 ワールド・ベースボール・クラシック・プエルトリコ代表に選出され、イバン・ロドリゲスのバックアップとして4試合に出場した。レギュラーシーズンでは開幕から正捕手として起用されたが、打率は2割台前半へ落ち込んだ。6月にはWBC出場時の薬物検査で大麻の陽性反応が出たことが判明。国際野球連盟は2年間の出場停止処分を発表したが、MLB機構は処罰を行わなかった。7月11日に15日間の故障者リスト入りし、8月7日に復帰。この年は故障で102試合の出場にとどまり、打率.218・11本塁打・47打点・1盗塁と低迷した。
2010年は右肩の故障もあり、105試合の出場となったが、打率.280・17本塁打・53打点と回復した。
2011年1月18日にカブスと300万ドルの1年契約に合意。開幕後の5月11日に鼠径部の故障で15日間の故障者リスト入りし、5月29日に復帰。この年は125試合に出場し、打率.228・17本塁打・54打点と再び低迷。守備面では捕手として両リーグ最多失策となる13個を記録し、守備率は両リーグ最低の.987を記録。攻守ともに精彩を欠いた。
2012年1月17日にカブスと430万ドルの1年契約に合意。カブスでは52試合に出場し、打率.199・6本塁打・14打点だった。

### レンジャーズ時代
2012年7月31日にジェイク・ブリガムとのトレードで、テキサス・レンジャーズへ移籍した。移籍後はマイク・ナポリのバックアップとして起用されたが、8月11日にナポリが故障で離脱したため、先発起用となった。ナポリ復帰後も先発起用され、レンジャーズでは47試合に出場。5本塁打25打点1盗塁、打率.196だった。オフの11月30日にノンテンダーFAとなったが、12月3日にレンジャーズと275万ドルの1年契約で再契約した。
2013年はこの年から加入したA・J・ピアジンスキーに次ぐ2番手捕手として開幕を迎える。6月4日にはメジャー昇格後初めての三塁手として出場した。ピアジンスキーの存在もあり前年より大きく出場機会を減らし、それに伴い本塁打もレギュラー定着以降最低となる9本に終わった。それでも打率、出塁率は前年より大幅に改善され、来シーズンへの望みをつないだ。オフの10月31日にFAとなったが、11月5日にレンジャーズと305万ドルの1年契約で再契約した。
2014年3月30日に右膝の故障で60日間の故障者リスト入りした。開幕前には右膝の手術を行い、開幕後はリハビリのためAAA級ラウンドロック・エクスプレスやAA級フリスコ・ラフライダーズでプレーしていたが、7月9日にテキサス州のグレープバインで2オンスのマリファナを所持していたため逮捕された。その後保釈金500ドルを支払い釈放された。7月17日に故障者リストから外れた。復帰後は3試合に出場したが、7月21日のニューヨーク・ヤンキース戦で右脚鼠蹊部を痛め、翌22日に再び15日間の故障者リスト入りした。8月8日に復帰。レンジャーズでは10試合に出場し、打率.237・1本塁打・3打点だった。

### アスレチックス時代
2014年8月24日に金銭トレードで、アスレチックスへ移籍。移籍後は14試合に出場し、打率.262・8打点だった。オフの10月30日にFAとなった。

### ホワイトソックス時代
2015年1月22日にシカゴ・ホワイトソックスとマイナー契約を結んだ。この年は開幕ロースター入りを果たした。バックアップ捕手としての役割を担い、78試合に出場。打撃面では、打率こそ.219と低かったが自慢の選球眼で3割を超える出塁率を残し、9本塁打・21打点を叩き出し、通算100本塁打を達成した。またこの年のホワイトソックスは長打力不足に欠けたが、本塁打率は主砲のホセ・アブレイユに次ぐチーム2番目の数字を残した。守備面では5つの失策で守備率.988となり、捕逸も自己ワーストタイの5つを喫した。過去の捕逸タイ記録は100試合以上だったため、実質キャリアワーストと言える。一方で、DRSは＋ 2を記録した。また、盗塁阻止率は30%（企図数30回、盗塁刺9回）を記録したが、リーグ平均32%には及ばなかった。11月2日にFAとなった。

### エンゼルス時代
2015年11月24日にロサンゼルス・エンゼルスと1年280万ドルの契約を結んだ。
2016年は、わずか26試合の出場にとどまったが、打率.269・4本塁打・9打点を打った。少ない打席数だったが、アルバート・プホルス、マイク・トラウトに次ぐチーム3番目の本塁打率を記録した。11月3日にFAとなった。

### ホワイトソックス復帰
2017年1月6日に古巣ホワイトソックスとマイナー契約を結ぶことが発表された。4月2日にメジャー契約を結んで開幕25人枠入りした。オフの11月2日にフリーエージェント(FA)となった。

## プレースタイル

### 打撃
2008年から5年連続で二桁本塁打を記録した長打力を持ち味とする。高めのボールに滅法強いハイボールヒッターで、変化球への対応が上手い。

### 守備
基本的に守備（フィールディング、スローイングなど）の評価は高くないが、捕逸が少なく、また投手の長所を引き出す繊細なリードには定評がある。本人曰く「ピッチャーに気持よくやってもらうのがキャッチャーだからね」とのことで、バッテリーを組む投手に対する配慮を欠かすことがない。ダルビッシュ有との相性が良く、バッテリーを組む機会が多かった。幼い頃に野球を始め、捕手としてプレーしてきたが、高校時代は一塁手、三塁手としても出場していた。プロ入りが決まって以降は捕手に一本化した。

## 詳細情報

### 年度別打撃成績
| 年 度     | 球 団     | 試 合 | 打 席 | 打 数 | 得 点 | 安 打 | 二 塁 打 | 三 塁 打 | 本 塁 打 | 塁 打 | 打 点 | 盗 塁 | 盗 塁 死 | 犠 打 | 犠 飛 | 四 球 | 敬 遠 | 死 球 | 三 振 | 併 殺 打 | 打 率 | 出 塁 率 | 長 打 率 | O P S |
| --------- | --------- | ----- | ----- | ----- | ----- | ----- | -------- | -------- | -------- | ----- | ----- | ----- | -------- | ----- | ----- | ----- | ----- | ----- | ----- | -------- | ----- | -------- | -------- | ----- |
| 2005      | CHC       | 1     | 1     | 1     | 0     | 0     | 0        | 0        | 0        | 0     | 0     | 0     | 0        | 0     | 0     | 0     | 0     | 0     | 0     | 0        | .000  | .000     | .000     | .000  |
| 2006      | CHC       | 11    | 26    | 25    | 1     | 5     | 1        | 0        | 0        | 6     | 2     | 0     | 0        | 0     | 0     | 0     | 0     | 1     | 5     | 0        | .200  | .231     | .240     | .471  |
| 2007      | CHC       | 18    | 60    | 54    | 21    | 21    | 6        | 0        | 3        | 36    | 8     | 0     | 0        | 0     | 1     | 5     | 0     | 0     | 14    | 1        | .389  | .433     | .667     | 1.100 |
| 2008      | CHC       | 141   | 563   | 494   | 66    | 141   | 35       | 2        | 23       | 249   | 86    | 0     | 1        | 0     | 5     | 62    | 6     | 2     | 121   | 11       | .285  | .364     | .504     | .868  |
| 2009      | CHC       | 102   | 389   | 331   | 27    | 72    | 19       | 1        | 11       | 126   | 47    | 1     | 0        | 0     | 5     | 50    | 3     | 3     | 77    | 19       | .218  | .321     | .381     | .702  |
| 2010      | CHC       | 105   | 387   | 322   | 47    | 90    | 19       | 0        | 17       | 160   | 53    | 0     | 1        | 0     | 3     | 62    | 4     | 0     | 83    | 5        | .280  | .393     | .497     | .890  |
| 2011      | CHC       | 125   | 474   | 421   | 46    | 96    | 26       | 0        | 17       | 173   | 54    | 0     | 0        | 0     | 2     | 45    | 3     | 6     | 124   | 12       | .228  | .310     | .411     | .721  |
| 2012      | CHC       | 52    | 197   | 176   | 26    | 35    | 6        | 1        | 6        | 61    | 14    | 0     | 0        | 0     | 0     | 19    | 1     | 2     | 35    | 6        | .199  | .284     | .347     | .631  |
| 2012      | TEX       | 47    | 164   | 148   | 19    | 29    | 6        | 0        | 5        | 50    | 25    | 1     | 0        | 2     | 2     | 11    | 0     | 1     | 41    | 6        | .196  | .253     | .338     | .591  |
| '12計     | TEX       | 99    | 361   | 324   | 45    | 64    | 12       | 1        | 11       | 111   | 39    | 1     | 0        | 2     | 2     | 30    | 1     | 3     | 76    | 12       | .198  | .270     | .343     | .613  |
| 2013      | TEX       | 54    | 184   | 163   | 20    | 40    | 9        | 0        | 9        | 76    | 22    | 1     | 2        | 1     | 0     | 20    | 0     | 0     | 60    | 2        | .245  | .328     | .466     | .794  |
| 2014      | TEX       | 10    | 38    | 38    | 5     | 9     | 2        | 0        | 1        | 14    | 3     | 0     | 0        | 0     | 0     | 0     | 0     | 0     | 11    | 3        | .237  | .237     | .368     | .605  |
| 2014      | OAK       | 14    | 49    | 42    | 3     | 11    | 4        | 0        | 0        | 15    | 8     | 0     | 0        | 1     | 0     | 6     | 0     | 0     | 8     | 3        | .262  | .354     | .357     | .711  |
| '14計     | OAK       | 24    | 87    | 80    | 8     | 20    | 6        | 10       | 1        | 29    | 11    | 0     | 0        | 1     | 0     | 6     | 0     | 0     | 19    | 6        | .250  | .302     | .368     | .665  |
| 2015      | CWS       | 78    | 210   | 187   | 20    | 41    | 8        | 0        | 9        | 76    | 21    | 0     | 1        | 1     | 0     | 21    | 0     | 1     | 63    | 2        | .219  | .301     | .406     | .708  |
| 2016      | LAA       | 26    | 86    | 78    | 11    | 21    | 5        | 0        | 4        | 38    | 9     | 0     | 0        | 2     | 0     | 6     | 0     | 0     | 21    | 1        | .269  | .321     | .487     | .809  |
| 2017      | CWS       | 13    | 48    | 42    | 5     | 8     | 0        | 0        | 3        | 17    | 9     | 0     | 0        | 0     | 1     | 4     | 0     | 1     | 10    | 2        | .190  | .271     | .405     | .676  |
| MLB：13年 | MLB：13年 | 797   | 2876  | 2522  | 308   | 619   | 146      | 4        | 108      | 1097  | 361   | 3     | 5        | 7     | 19    | 311   | 17    | 17    | 673   | 73       | .245  | .330     | .435     | .765  |

- 2017年度シーズン終了時

### 表彰
- 新人王：2008年

### 記録
- MLBオールスターゲーム選出：1回（2008年）

### 背番号
- 58（2005年 - 2007年、2015年）
- 18（2008年 - 2012年途中、2016年 - ）
- 8（2012年途中 - 2014年途中）
- 17（2014年途中 - 同年終了）